# Gergő Zalánki
Gergő Zalánki (ur. 26 lutego 1995 w Egerze) – węgierski piłkarz wodny grający na pozycji skrzydłowego, reprezentant Węgier, dwukrotny olimpijczyk (2016, 2020). Brązowy medalista igrzysk olimpijskich w Tokio w 2021, wicemistrz świata, mistrz Europy i uniwersjady, brązowy medalista mistrzostw świata juniorów.

## Życie prywatne
Studiował wychowanie fizyczne na Uniwersytecie Karola Eszterházyego. Mieszka w Egerze.

## Udział w zawodach międzynarodowych
Od 2015 reprezentuje Węgry na zawodach międzynarodowych. Z reprezentacją uzyskał następujące wyniki:
| Rok                                             | Impreza                                | Miejsce        | Pozycja    |      |                         |         |            |
| ----------------------------------------------- | -------------------------------------- | -------------- | ---------- | ---- | ----------------------- | ------- | ---------- |
| Rok                                             | Impreza                                | Miejsce        | Pozycja    | 2015 | Letnia Uniwersjada 2015 | Gwangju | 1. miejsce |
| Mistrzostwa Świata Juniorów w Piłce Wodnej 2015 | Ałmaty                                 | 3. miejsce     |            | 2015 |                         |         |            |
| 2016                                            | Letnie Igrzyska Olimpijskie 2016       | Rio de Janeiro | 5. miejsce |      |                         |         |            |
| 2017                                            | Mistrzostwa Świata w Pływaniu 2017     | Budapeszt      | 2. miejsce |      |                         |         |            |
| 2018                                            | Mistrzostwa Europy w Piłce Wodnej 2018 | Barcelona      | 8. miejsce |      |                         |         |            |
| 2019                                            | Mistrzostwa Świata w Pływaniu 2019     | Gwangju        | 4. miejsce |      |                         |         |            |
| 2020                                            | Mistrzostwa Europy w Piłce Wodnej 2020 | Budapeszt      | 1. miejsce |      |                         |         |            |
| 2021                                            | Letnie Igrzyska Olimpijskie 2020       | Tokio          | 3. miejsce |      |                         |         |            |